# Testudinaria bonaldoi
Testudinaria bonaldoi là một loài nhện trong họ Araneidae.
Loài này thuộc chi Testudinaria. Testudinaria bonaldoi được Herbert Walter Levi miêu tả năm 2005.